# خوليو اليمان
خوليو اليمان (بالإسبانية: Julio Alemán)‏ ممثل سينمائي مكسيكي (ولد يوم 29 نوفمبر من العام 1933 في مكسيكو سيتي) 

## روابط خارجية
- خوليو اليمان على موقع IMDb (الإنجليزية)
- خوليو اليمان على موقع ميوزك برينز (الإنجليزية)
- خوليو اليمان على موقع أول موفي (الإنجليزية)
- خوليو اليمان على موقع قاعدة بيانات الفيلم (الإنجليزية)
- خوليو اليمان على موقع كينوبويسك (الروسية)